# Vol LOT Polish Airlines 16
Le vol LOT Polish Airlines 16 est un vol international régulier qui assurait la liaison entre l'aéroport international Liberty de Newark et l'aéroport Frédéric Chopin de Varsovie le 1er novembre 2011. À la suite d'une panne apparente des systèmes hydrauliques de l'avion, le Boeing 767 de la compagnie LOT Polish Airlines effectuant le vol s'est posé à l'aéroport de Varsovie avec le train d'atterrissage rentré. 
Malgré les dommages importants subis par l'appareil, il n'y a eu ni victimes, ni blessés parmi les 220 passagers et 11 membres d'équipage présents à bord.

## Avion et équipage

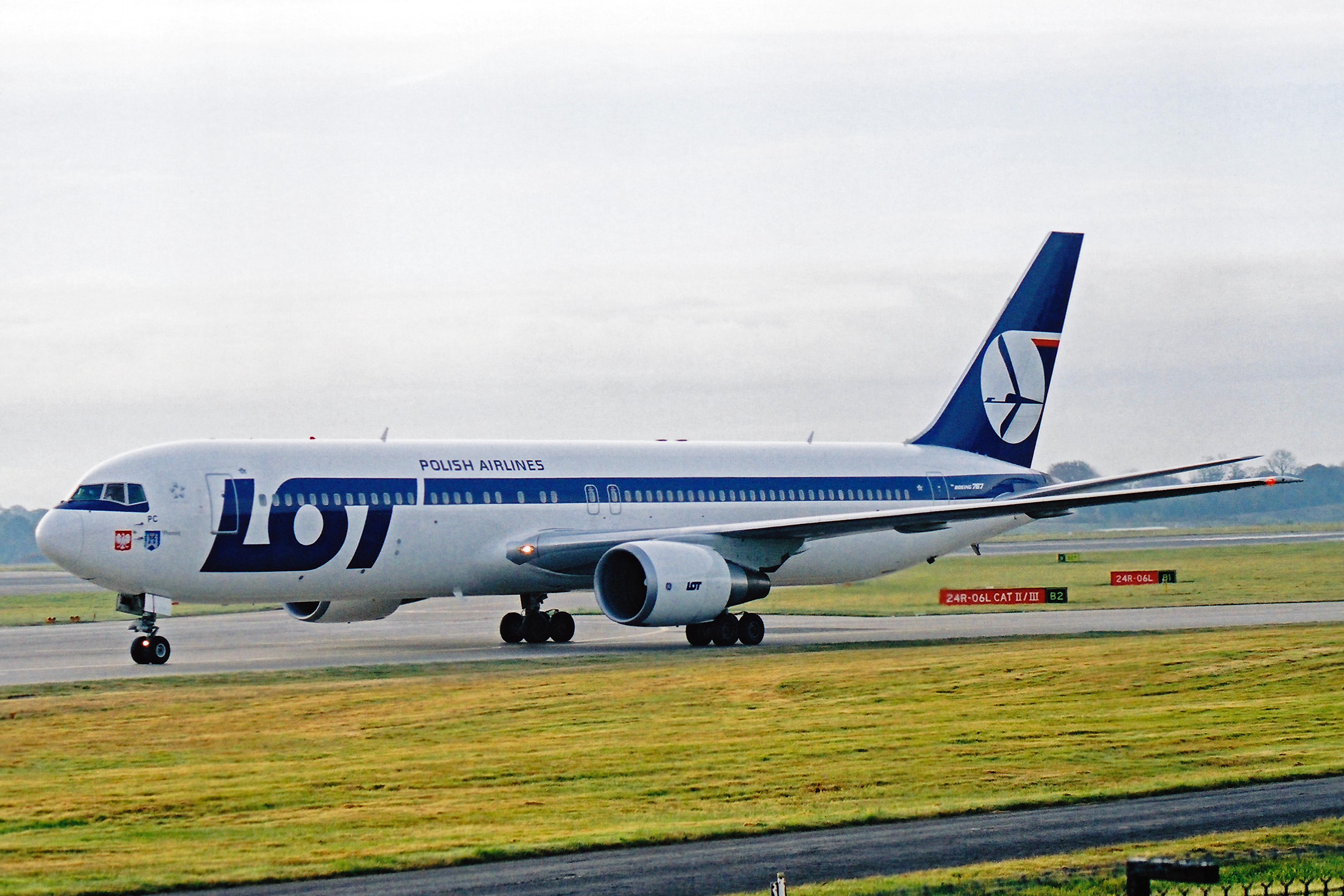
SP-LPC, le Boeing 767-300ER de la LOT Polish Airlines impliqué dans l'incident, ici à l'aéroport de Manchester en octobre 2003.

L'appareil impliqué dans l'incident est un Boeing 767-35DER âgé de 14 ans, dont le vol inaugural a eu lieu le 5 mai 1997. Il portait le numéro d'immatriculation SP-LPC (numéro de série 28656/659) et a été baptisé Poznań à sa réception par LOT Polish Airlines. Au moment de l'accident, ce biréacteur long-courrier totalise 85 429 heures de vol et 8 002 cycles de vol (décollage/atterrissage)
Le commandant de bord du vol 16 est Tadeusz Wrona (57 ans), un pilote vétéran de la compagnie aérienne, avec vingt ans d'expérience sur le Boeing 767. Le commandant de bord et le copilote de 51 ans, Jerzy Szwarc, étaient tous deux titulaires d'une licence de pilote de ligne, cumulant plus de 25 000 heures de vol à eux deux, dont 15 000 sur Boeing 767.

## Déroulement du vol
Le 1er novembre 2011, environ une demi-heure après le décollage de Newark vers Varsovie, les pilotes du vol 16 signalent un problème avec le système hydraulique central de l'avion. Décidant de poursuivre vers sa destination, l'équipage informe les passagers de la panne dans la troisième heure du vol. 
À une douzaine de minutes avant l'atterrissage prévu, il s'avère que le train d'atterrissage n'est pas sorti, alors que les autres systèmes hydrauliques fonctionnent correctement. Les tentatives d'employer le mode de secours, où le train d'atterrissage est étendu et verrouillé par la seule force de gravitation, échouent. L'avion commence alors une série de manœuvres autour de Varsovie afin de brûler le surcroît de carburant pour alléger l'appareil. 
Vers 13 h 40 heure locale, la force aérienne polonaise est alertée. Deux chasseurs F-16 sont envoyés pour vérifier l'état de l'avion. Après avoir confirmé aux pilotes que leur train d'atterrissage était bel et bien rentré, les chasseurs accompagnent l'avion jusqu'à son atterrissage. Entretemps, l'aéroport de Varsovie cesse toutes les opérations, détourne les arrivées prévues vers d'autres aéroports en Pologne et fait évacuer toutes les routes d'accès afin de garantir un bon déroulement des opérations de secours.

Séquence de l'atterrissage
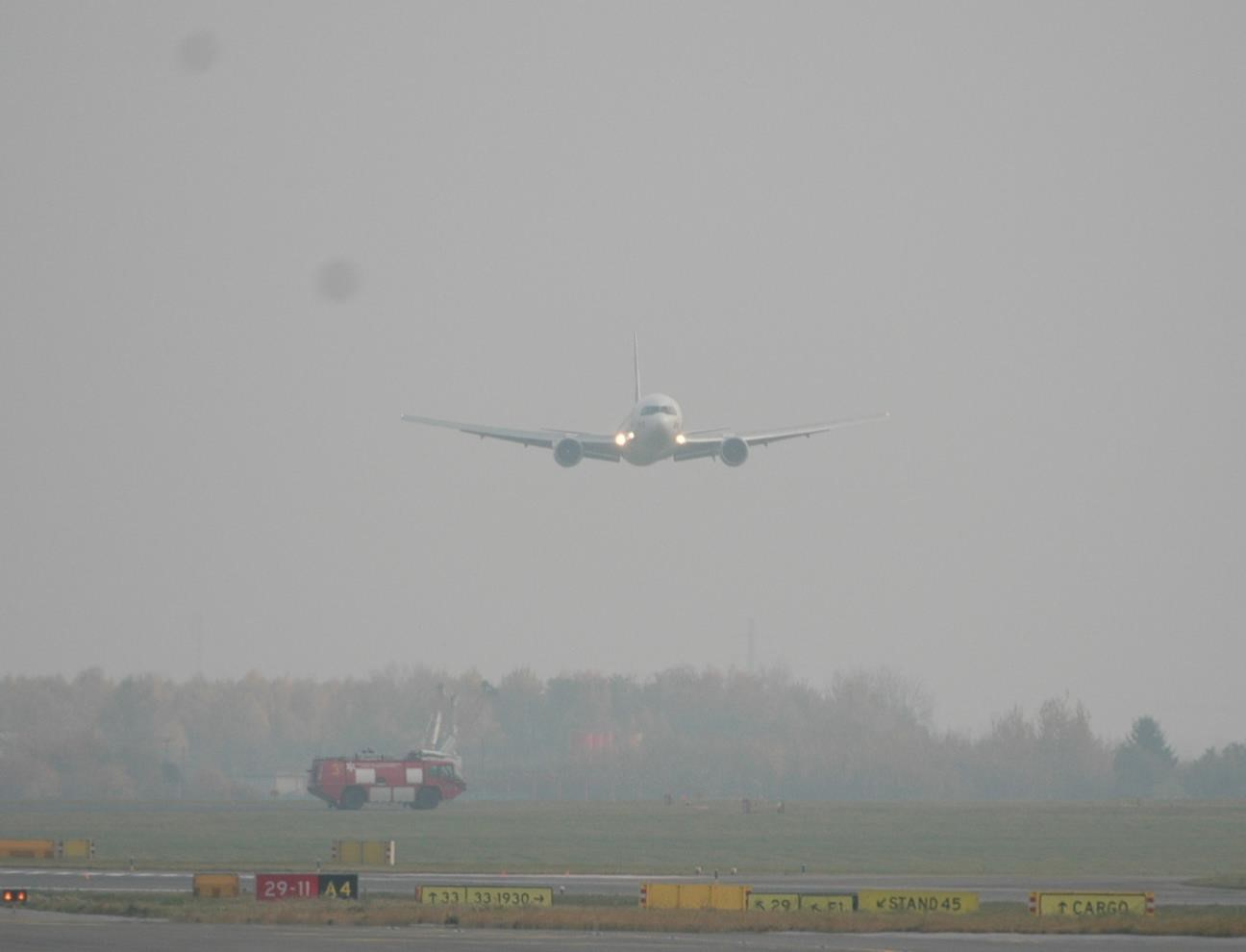
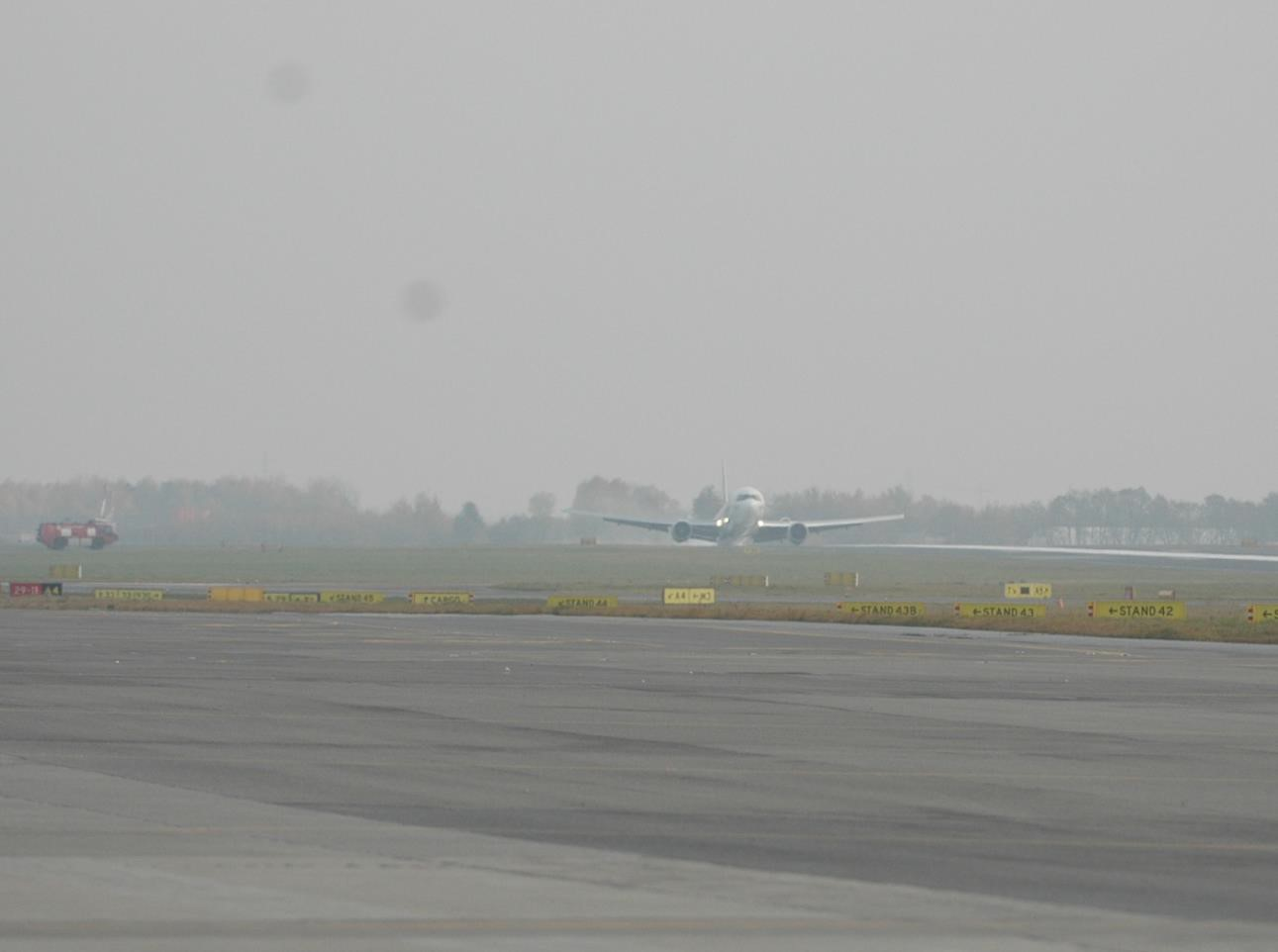
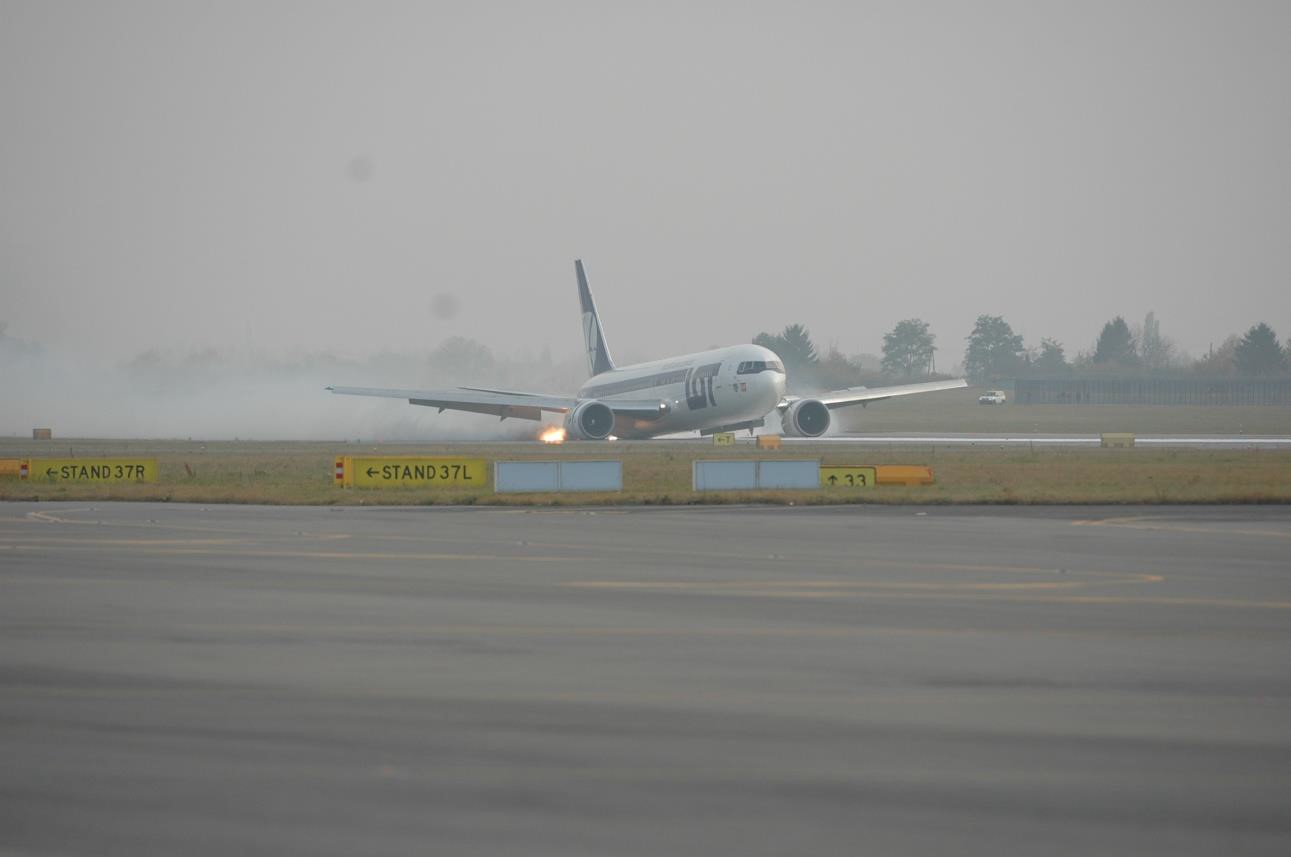
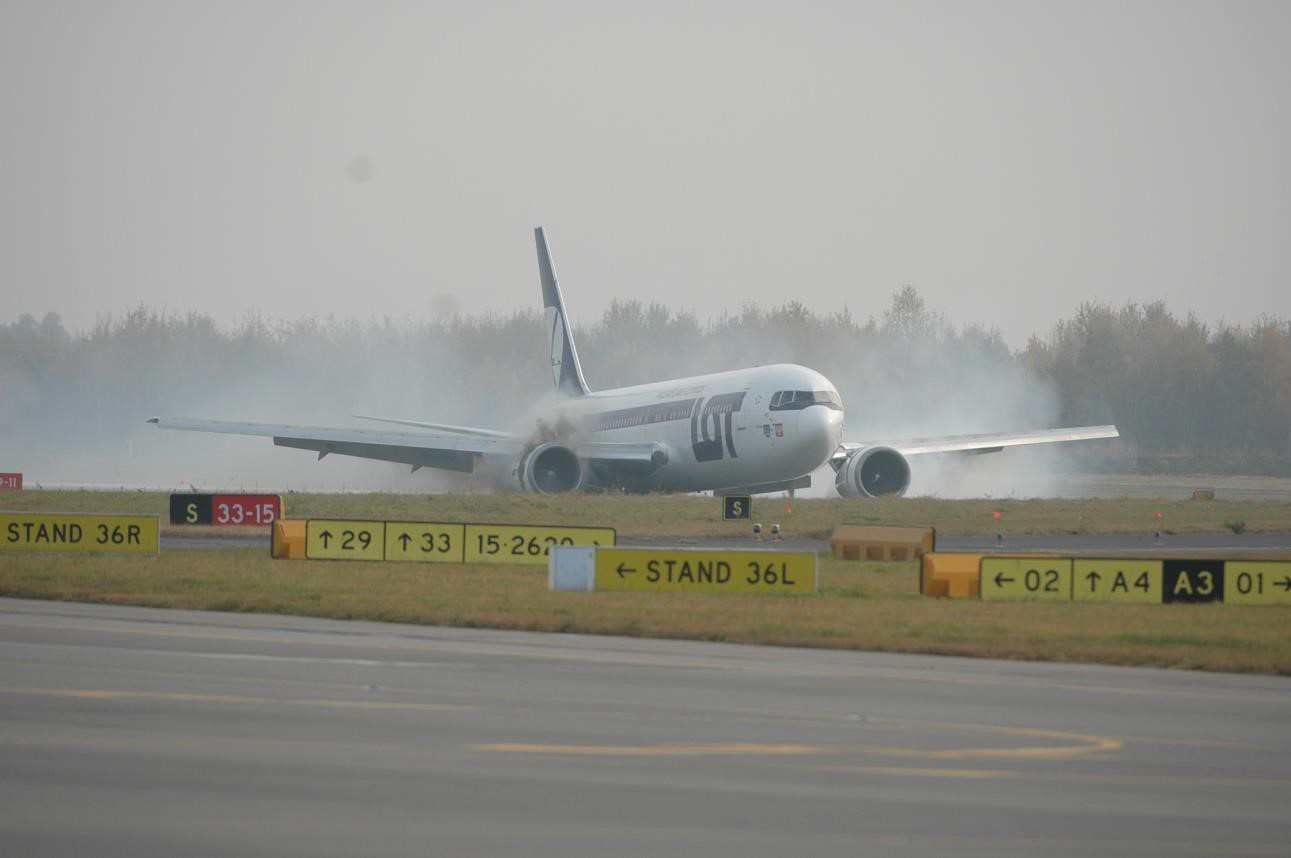

À 14 h 30, le 767 se pose sur la piste 33 recouverte d'une mousse anti-feu. Appuyé sur les nacelles des réacteurs et produisant une traînée d'étincelles, l'avion maintient un trajet rectiligne jusqu'à son arrêt au croisement des deux pistes de l'aéroport. Les pompiers arrivent sur place immédiatement et maîtrisent rapidement le feu limité engendré par la friction du métal contre le béton de la piste. Les passagers et les membres d'équipage sont évacués sans incident.
L'aéroport est resté fermé au trafic aérien jusqu'à 16h00, le 3 novembre 2011, pour permettre le retrait des débris de l'accident puis une inspection finale des pistes et des aires de trafic.

## Compte rendu d'enquête

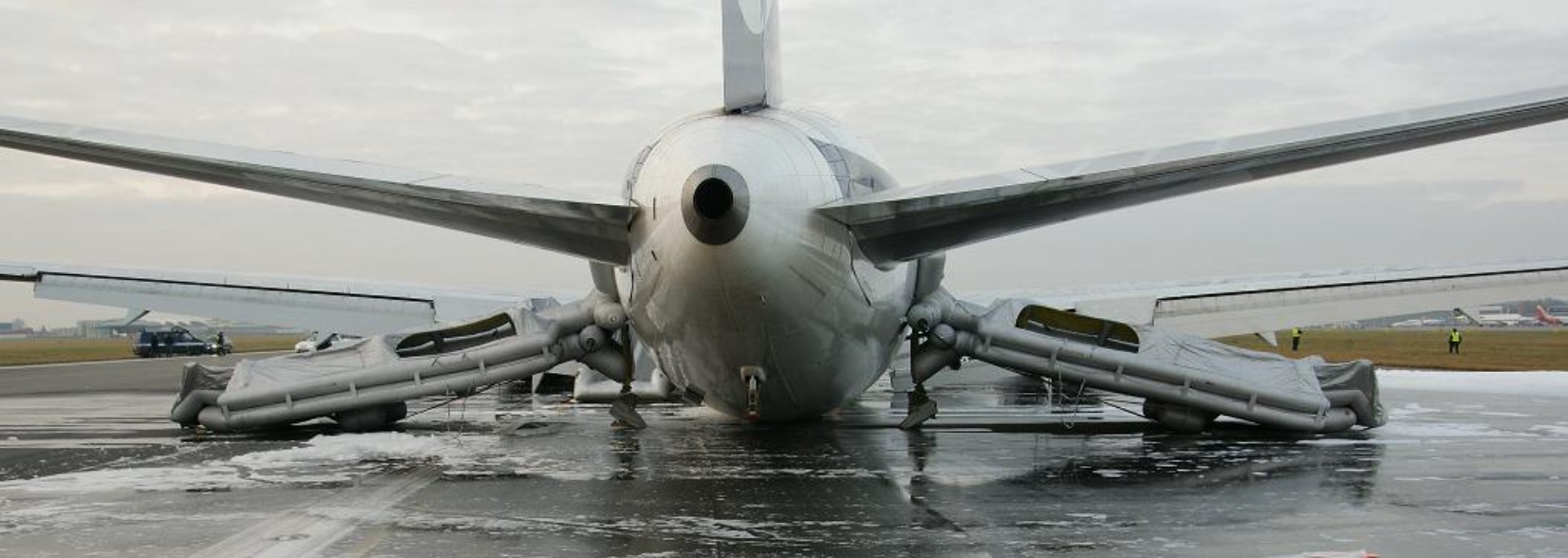
Photo montrant les toboggans d'évacuation, au niveau des issues de secours, à l'arrière de l'appareil.

Un compte-rendu d'enquête préliminaire a été édité par la SCAAI (en) (agence d'enquête sur les accidents aériens du Ministère des transports de Pologne) le 30 novembre 2011. Il révèle une défaillance majeure au niveau du système hydraulique central de l'avion. 
- Une chute de pression hydraulique a été révélée dès la fin de la montée après le décollage. Cette chute de pression a été visualisée sur les EICAS (système de signalisation des alertes) et a été enregistrée par le Flight data recorder (enregistreur des données du vol).

- L’inspection de l’avion au sol après le crash a révélé qu’une durite était percée, en raison d'une courbure excessive. Elle était située dans la cavité du train d’atterrissage droit. Cette durite alimente le système d'atterrissage principal en pression hydraulique (photo 7 du compte-rendu d'enquête).

L’équipage a toutefois décidé de continuer le vol.
- En arrivant sur Varsovie, l’équipage n'a pu descendre les trains. Il a donc décidé d'activer le train secours, entièrement électrique. Cependant, celui-ci n'a pas non plus fonctionné.

Il s'avère, après inspection au sol, qu'un des breakers (coupe-circuit) du panneau P6 (situé dans la cabine de pilotage, derrière les sièges du pilote et du copilote) était en position « OFF », ce qui signifie que le circuit électrique correspondant n’était pas alimenté. Le breaker incriminé est le C829 « BAT BUS DISTR » (photo 5 du compte-rendu d'enquête). Il protège plusieurs circuits de l’avion, dont le système de secours qui actionne le train d'atterrissage. La position de ce breaker n’est pas enregistrée par l’enregistreur des données du vol, on ne sait pas si celui-ci était en position « OFF » dès le départ, ou s’il a changé de position au cours du vol.
Après avoir mis l’avion en position haute le 2 novembre grâce à des vérins, le système d’extension des trains secours a pu être activé alors que le breaker C829 a été mis en position « ON », ce qui corrobore le fait que ce breaker ait empêché son activation.
Le rapport final sur l'accident du vol 16 a été publié en 2017. Il indique que les causes de l'accident sont la fuite au niveau d'une durite du système hydraulique central, le déclenchement du breaker C829 et l'incapacité de l'équipage à repérer ce coupe-circuit pendant l'approche, ce qui aurait pu leur permettre d'abaisser le train d'atterrissage. Les facteurs contributifs sont l'absence de mesures de protection pour empêcher l'activation accidentelle des breakers, le C829 étant en position « OFF », ce que l'équipage aurait eu du mal à le remarquer, ainsi que les procédures inadéquates du centre des opérations de LOT et l'incapacité de la compagnie aérienne à intégrer un bulletin de service de Boeing sur la prévention des risques liés à la flexion excessive d'une durite dans le système hydraulique.

## Conséquences
Le président polonais Bronisław Komorowski a félicité et remercié l'équipage pour l'atterrissage réussi. Le Boeing 767 impliqué a été gravement endommagé et LOT a considéré l'avion comme n'étant pas réparable.
En novembre 2013, deux ans après l'incident, l'avion a été démoli. Le vol 16 est désormais opéré par un Boeing 787, la compagnie ayant retiré du service ses Boeing 767 en 2013, les remplaçant par le Boeing 787.